# Conostigmus variipilosus
Conostigmus variipilosus är en stekelart som beskrevs av Paul Dessart 1997. Conostigmus variipilosus ingår i släktet Conostigmus och familjen trefåresteklar. Inga underarter finns listade i Catalogue of Life.